# Funzione caratteristica (teoria della probabilità)
Nella teoria della probabilità, la funzione caratteristica di una generica distribuzione di probabilità definita sulla retta reale, concetto principalmente sistematizzato da Lukacs, è genericamente una qualsiasi funzione del tipo:
{\displaystyle \phi _{X}(t)=\operatorname {E} \left(e^{itX}\right)=\int _{\mathbb {R} }e^{itx}\,dF_{X}(x)=\int _{-\infty }^{+\infty }f_{X}(x)\,e^{itx}\,dx,}
dove {\displaystyle X} è una qualsiasi variabile casuale con la distribuzione in questione, {\displaystyle t} è un numero reale, {\displaystyle \operatorname {E} } indica il valore atteso e {\displaystyle F} è la funzione di distribuzione cumulativa. La prima definizione è un integrale di Riemann-Stieltjes ed è valida indipendentemente dall'esistenza della funzione di densità di probabilità {\displaystyle f}, mentre la seconda è valida nel caso in cui la densità esista.
Se {\displaystyle X} è una variabile casuale vettoriale, si può considerare l'argomento {\displaystyle t} come vettore e {\displaystyle tX} come prodotto scalare.

## Descrizione
Una funzione caratteristica esiste per ogni variabile casuale. Inoltre, esiste una biiezione fra funzioni di distribuzione cumulativa e funzioni caratteristiche. In altre parole, due distribuzioni di probabilità non condividono mai la stessa funzione caratteristica, a meno che non coincidano.
Data una funzione caratteristica {\displaystyle \phi }, è possibile ricostruire la funzione di ripartizione {\displaystyle F}:
{\displaystyle F_{X}(y)-F_{X}(x)={\frac {1}{2\pi }}\int _{-\infty }^{+\infty }{\frac {e^{-itx}-e^{-ity}}{it}}\,\phi _{X}(t)\,dt.}
In generale questo è un integrale improprio; la funzione integranda può essere anche condizionatamente integrabile piuttosto che Lebesgue-integrabile, cioè l'integrale del suo valore assoluto può essere infinito.
Si può inoltre accedere, qualora esista, alla funzione di densità di probabilità operando come segue
{\displaystyle {\frac {F_{X}(x+\xi )-F_{X}(x-\xi )}{2\xi }}={\frac {1}{2\pi }}\int _{-\infty }^{+\infty }{\frac {e^{-it(x-\xi )}-e^{-it(x+\xi )}}{2it\xi }}\,\phi _{X}(t)\,dt={\frac {1}{2\pi }}\int _{-\infty }^{+\infty }{\frac {e^{it\xi }-e^{-it\xi }}{2it\xi }}\,e^{-itx}\phi _{X}(t)\,dt.}
Compare così la definizione di seno all'interno dell'integrale
{\displaystyle {\frac {F_{X}(x+\xi )-F_{X}(x-\xi )}{2\xi }}={\frac {1}{2\pi }}\int _{-\infty }^{+\infty }{\frac {\sin(t\xi )}{t\xi }}\,e^{-itx}\phi _{X}(t)\,dt.}
Facendo il limite di {\displaystyle \xi \rightarrow 0} otteniamo
{\displaystyle \lim _{\xi \rightarrow 0}{\frac {F_{X}(x+\xi )-F_{X}(x-\xi )}{2\xi }}=f_{X}(x)={\frac {1}{2\pi }}\int _{-\infty }^{+\infty }e^{-itx}\phi _{X}(t)\,dt.}
Le funzioni caratteristiche sono usate nella dimostrazione più comune del teorema del limite centrale.
Le funzioni caratteristiche possono essere anche usate per trovare i momenti di una variabile casuale. A condizione che il momento {\displaystyle n}-esimo esista, la funzione caratteristica può essere derivata {\displaystyle n} volte e
{\displaystyle \operatorname {E} \left(X^{n}\right)=(-i)^{n}\,\phi _{X}^{(n)}(0)=(-i)^{n}\,\left[{\frac {d^{n}}{dt^{n}}}\phi _{X}(t)\right]_{t=0}.}
Nozioni correlate includono la funzione generatrice dei momenti e la funzione generatrice di probabilità.
La funzione caratteristica è strettamente legata alla trasformata di Fourier: la funzione caratteristica di una distribuzione con funzione di densità {\displaystyle f} è proporzionale alla trasformata di Fourier inversa di {\displaystyle f}.
Le funzioni caratteristiche sono particolarmente utili nel trattare funzioni di variabili casuali indipendenti. Ad esempio, se {\displaystyle X_{1},X_{2},\ldots ,X_{n}} è una successione di variabili casuali indipendenti, e
{\displaystyle S_{n}=\sum _{i=1}^{n}a_{i}X_{i},}
dove le {\displaystyle a_{i}} sono costanti, allora la funzione caratteristica per {\displaystyle S_{n}} è data da
{\displaystyle \phi _{S_{n}}(t)=\prod _{i=1}^{n}\phi _{X_{i}}(a_{i}t).}